# تود رید
 تود رید (به انگلیسی: Todd Reid) زاده ۳ ژوئن ۱۹۸۴ - درگذشته ۲۳ اکتبر ۲۰۱۸ یک تنیس‌باز اهل استرالیا بود.